# Vollrath von Maltzan
Vollrath von Maltzan, Freiherr zu Wartenberg und Penzlin (* 22. Dezember 1899 in Berlin; † 22. November 1967 in Wiesbaden) war ein deutscher Diplomat, der 1953 als erster deutscher Beamter nach dem Zweiten Weltkrieg vom Staatsoberhaupt eines ehemaligen Feindstaates mit einem Orden ausgezeichnet wurde, und zwar vom Präsidenten Brasiliens Getúlio Vargas mit dem Großkreuz des Orden vom Kreuz des Südens. Zuletzt war er zwischen 1955 und 1958 Botschafter in Frankreich.

## Leben

### Studium und Beginn der diplomatischen Laufbahn
Von Maltzan, dessen Vater Vollrath Levin von Maltzan Hauptmann, später Besitzer eines Gutshofes in Odratzheim war und bereits mit 57 Jahren gestorben war, trat nach dem Besuch des Gymnasiums in Straßburg während des Ersten Weltkrieges in das Heer ein und leistete dort bis zum Kriegsende seinen Militärdienst. Anschließend begann er ein Studium der Rechtswissenschaften an der Friedrich-Wilhelms-Universität zu Berlin sowie der Ruprecht-Karls-Universität Heidelberg und legte 1922 seine Promotion zum Dr. iur. mit einer Dissertation zum Thema Der Niessbrauch an Aktien ab. Nach Abschluss der Staatsexamen wurde er Gerichtsassessor in Berlin.
1925 trat von Maltzan in den auswärtigen Dienst ein und wurde nach Abschluss des Vorbereitungsdienstes 1927 Sekretär von Reichsaußenminister Gustav Stresemann während der Konferenz des Völkerbundes in Genf. Im Anschluss fand er zwischen 1928 und 1929 Verwendung an der Gesandtschaft in Polen sowie von 1929 bis 1933 an der Botschaft in Frankreich, ehe er zwischen 1933 und 1938 als Legationsrat Referent in der Wirtschaftsabteilung des Auswärtigen Amtes in Berlin war.

### Entlassung aus dem auswärtigen Dienst und I.G. Farben

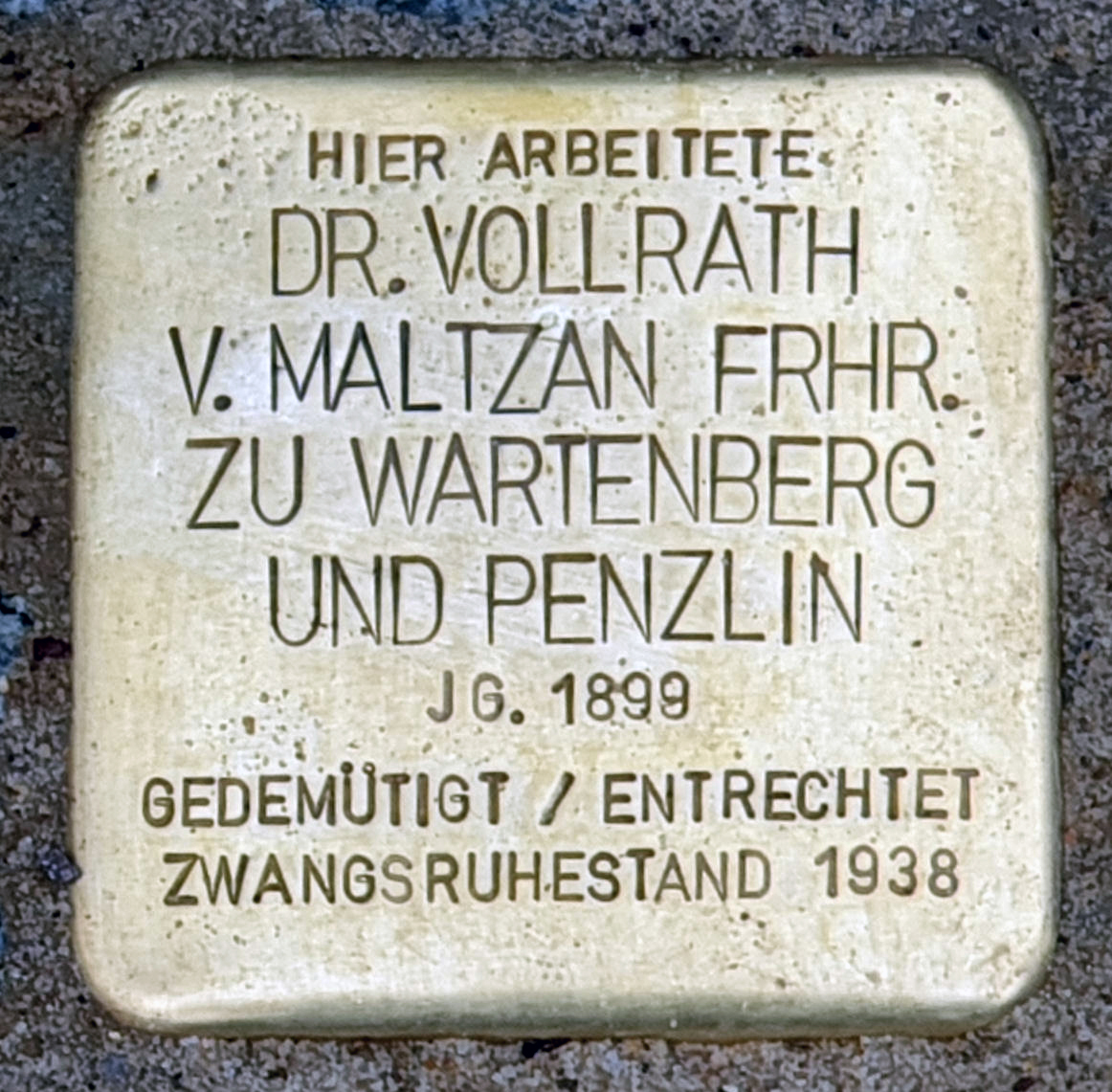
Stolperstein am Haus, Wilhelmstraße 92, in Berlin-Mitte

1938 wurde von Maltzan „aus rassischen Gründen“ und wegen „jüdischer Versippung“ in den Ruhestand versetzt. Maßgeblich dafür war die jüdische Abstammung seiner Mutter, die 1942 gemeinsam mit von Maltzans Schwester von der Geheimen Staatspolizei inhaftiert worden war. Er galt damit nach den Nürnberger Rassegesetze als „Mischling 1. Grades“.
Nach seiner Entlassung aus dem Auswärtigen Amt hatte er eine Stelle bei der I.G. Farben in Berlin angenommen, wurde jedoch kurz darauf auf kommissarischer Grundlage erneut im Auswärtigen Amt beschäftigt. Seine neue Position, unter anderem als Assistent von Karl Ritter, der mit Kriegsbeginn mit der Leitung aller mit dem Wirtschaftskrieg zusammenhängenden Aufgaben im Auswärtigen Amt betraut und bis 1945 im Range eines Botschafters z. b. V. Verbindungsmann zwischen Reichsaußenminister Joachim von Ribbentrop und dem Oberkommando der Wehrmacht (OKW) war. Während dieser Zeit befasste er sich 1940 unter anderem mit Hilger van Scherpenberg, der als Legationsrat Referatsleiter für Nordeuropa in der Wirtschaftsabteilung des Auswärtigen Amtes war, mit Fragen der Rohstoffversorgung aus Skandinavien und mit den Verhandlungen um ein deutsch-dänisches Wirtschafts-, Zoll-, Handels- und Finanzabkommen. Diese Funktion übte er von Beginn des Zweiten Weltkrieges bis Mai 1942 aus.
Danach war er als Referent für Exportfragen in der Zentralverwaltung erneut Mitarbeiter der I.G. Farben. Versuche von Maltzans, aufgrund seiner Stellung bedrohte Verwandte zu retten, gelangen ihm nur bedingt: Seine Mutter verstarb offenbar kurz vor ihrer Deportation in das KZ Theresienstadt, seine Schwester überlebte den Krieg in einem Konzentrationslager.

### Nachkriegszeit und Tätigkeiten in der Bizone
Nach seinem Ausscheiden bei der I.G. Farben im Januar 1946 war er kurzzeitig Mitarbeiter im Ministerium für Wirtschaft und Verkehr von Groß-Hessen, bevor er am 1. August 1946 Beauftragter des Länderrates des amerikanischen Besatzungsgebietes für Interzonen- und Außenhandel mit Sitz in Stuttgart wurde. Diese Funktion bekleidete er bis zum 30. September 1946. Als solcher war er für die Pflege und Förderung des Handelsverkehrs zwischen der Amerikanischen Besatzungszone und den anderen Zonen sowie mit dem Ausland und führte auch die Aufsicht über die Vertretung Berlin des Wirtschaftsrates des Länderrates. Nachfolger in dieser Funktion wurde im November 1946 Eduard Gümbel.
Im Dezember 1946 nahm er eine Tätigkeit im Verwaltungsamt für Wirtschaft in der entstehenden Bizone auf. Dort arbeitete er zunächst an der Seite von Friedrich Leopold Freiherr von Fürstenberg, dem Leiter der Presseabteilung des Verwaltungsamtes für Wirtschaft, ehe er 1948 im Rang eines Ministerialdirektors Leiter der Abteilung für Außenwirtschaft in diesem Verwaltungsamt wurde. In dieser Position holte er ab 1949 zahlreiche ehemalige Diplomaten des Auswärtigen Amtes in seine Abteilung und betraute sie mit wichtigen außenwirtschaftspolitischen Aufgaben. Zu diesen Mitarbeitern gehörten Helmut Allardt (späterer Botschafter in Indonesien, Spanien und der Sowjetunion), Hans Kroll (später Botschafter in Jugoslawien, Japan und der Sowjetunion), Friedrich von Lupin, Carl-Hermann Mueller-Graaf, der erster Botschafter in Österreich nach Kriegsende wurde, Wolfgang Seeliger, Rolf Otto Lahr (Botschafter in Italien und der Europäischen Gemeinschaft sowie Staatssekretär im Auswärtigen Amt) sowie Hilger van Scherpenberg, der ebenfalls Staatssekretär im Auswärtigen Amt sowie zuletzt Botschafter beim Heiligen Stuhl war.
Als Leiter der Abteilung für Außenwirtschaft der Bizone setzte von Maltzan am 30. März 1948 den Vizepräsidenten des Wirtschaftsrates des Vereinigten Wirtschaftsgebietes, Gustav Dahrendorf, über die erpresserischen Machenschaften der Rohstoff-Waren-Kompensation Handelsgesellschaft (ROWAK) in Kenntnis, die schon während des Nationalsozialismus von vielen als erhebliche politische Belastung im Ausland eingesetzt worden war. Dabei sprach er sich entschieden gegen eine Wiederbelebung dieser Firma aus, da dieses Pendant der im Spanischen Bürgerkrieg operierenden HISMA in Spanien als der typische Exponent des nationalsozialistischen Regimes gelten dürfte.

### Ministerialdirektor im Bundeswirtschaftsministerium

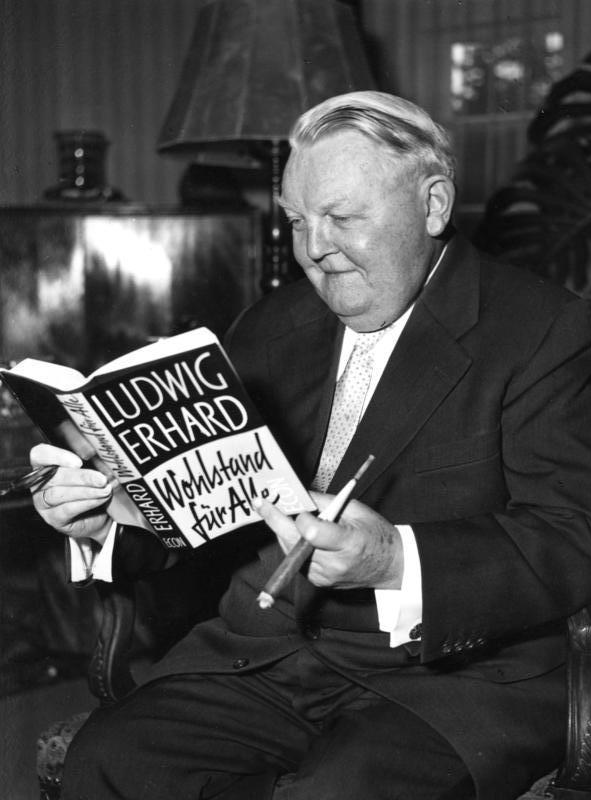
Bundeswirtschaftsminister Ludwig Erhard, dessen wichtigster Berater in Außenwirtschaftsfragen Vollrath von Maltzan zwischen 1949 und 1953 war

Nach Auflösung der Zentralverwaltung der Bizone in Frankfurt am Main war deren Vorgängerin, die von ihm geleitete Hauptabteilung V, im Januar 1950 in das Bundesministerium für Wirtschaft überführt worden. Diese für Außenwirtschaft zuständige Abteilung V leitete er bis zu seiner Ablösung durch Hermann Reinhardt 1953.
Während seiner Tätigkeit im Bundeswirtschaftsministerium gehörte er zu den engsten Mitarbeitern von Bundeswirtschaftsminister Ludwig Erhard, arbeitete aber auch mit Roland Risse, der ebenfalls im Bundeswirtschaftsministerium tätig war, sowie Karl Albrecht zusammen, der während des Zweiten Weltkrieges Leiter der Außenwirtschaftsabteilung der Reichsgruppe Industrie sowie zwischen 1949 und 1953 Ministerialdirektor im Bundesministerium für Angelegenheiten des Marshallplanes war. Im Herbst 1950 führte er Gespräche mit dem Leiter der Personal- und Verwaltungsabteilung der Dienststelle für Auswärtige Angelegenheiten, Wilhelm Haas, und den Staatssekretären Walter Hallstein sowie Eduard Schalfejew Gespräche, um die Einzelheiten der Kompetenzabgrenzungen auf dem Außenhandelsgebiet und zwischen den umstrittenen Außenwirtschaftsabteilungen abzustecken.
In dieser Funktion war er im September 1952 Leiter einer deutschen Delegation, die Vertragsverhandlungen zu den Handelsbeziehungen mit Spanien führte. Dabei führte er mit der spanischen Delegation unter Leitung des Chefs der Präsidialkanzlei, Luis Carrero Blanco, auch Gespräche über die Eigentumsproblematik, die allerdings auf spanischer Seite auf keine Zustimmung stießen. Während seiner Tätigkeit fiel auch die Gründung des Ost-Ausschusses der Deutschen Wirtschaft.
Im Januar 1953 wurde von Maltzan als erster deutscher Beamter nach dem Zweiten Weltkrieg vom Staatsoberhaupt eines ehemaligen Feindstaates mit einem Orden ausgezeichnet, und zwar vom Präsidenten Brasiliens Getúlio Vargas mit dem Großkreuz des Ordens vom Kreuz des Südens. Mit der Verleihung wurden seine Verdienste als Leiter einer Handelsmission, die den deutsch-brasilianischen Handelsvertrag paraphierte, sowie als Vorsitzender einer deutsch-brasilianischen Sonderkommission zur Regulierung des deutsch-brasilianischen Warenaustausches gewürdigt.
Als einer der engsten Mitarbeiter Erhards in Fragen der Außenwirtschaftspolitik gehörte von Maltzan neben dem Mitgründer des Handelsblatt, Herbert Gross, zu den Mitautoren des von Ludwig Erhard herausgegebenen Buch Deutschlands Rückkehr zum Weltmarkt.

### Ministerialdirektor im Auswärtigen Amt und Botschafter in Frankreich
Anfang 1953 wechselte von Maltzan mit einer größeren Gruppe von Mitarbeitern in das neue Auswärtige Amt über und wurde dort als Ministerialdirektor Leiter der Abteilung für Handelspolitik. Zugleich war er seit 1951 Vorsitzender des interministeriellen Handelspolitischen Ausschusses (Kabinettsausschuss für Wirtschaft), während sein Stellvertreter sein Nachfolger als Leiter der Außenwirtschaftsabteilung des Bundeswirtschaftsministeriums, Ministerialdirektor Hermann Reinhardt, war. Am 1. Dezember 1953 wurde ihm der Rang eines Botschafters verliehen.

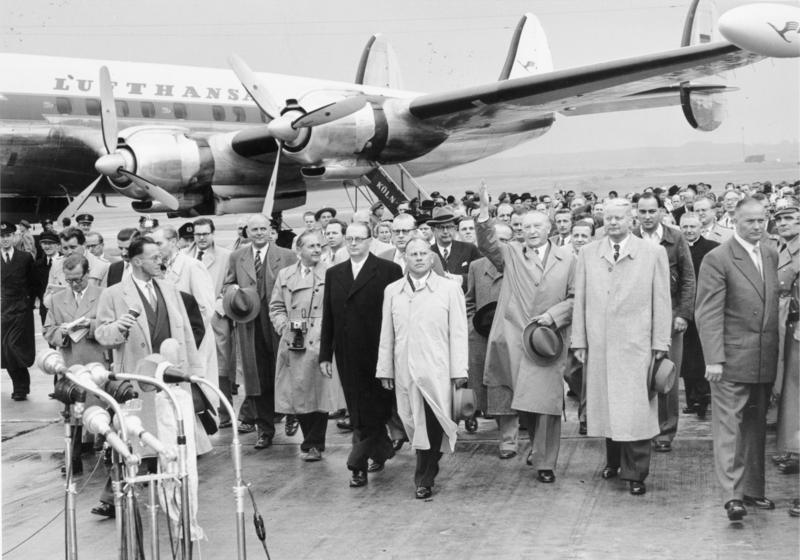
Rückkehr Adenauers am 14. September 1955 nach der von Vollrath von Maltzan mitvorbereiteten Moskau-Reise des Bundeskanzlers auf dem Flughafen Köln-Wahn

1955 wurde von Maltzan, dem 1955 auch das Große Bundesverdienstkreuz mit Stern verliehen wurde, Nachfolger von Wilhelm Hausenstein als Botschafter in Frankreich und bekleidete diese Funktion bis zu seinem Eintritt in den Ruhestand 1958. Anschließend wurde Herbert Blankenhorn, der bisherige Botschafter bei der NATO, neuer Botschafter in Frankreich. Sein Nachfolger als Leiter der Handelspolitischen Abteilung im Auswärtigen Amt wurde daraufhin Hilger van Scherpenberg. Drei Wochen nach Amtsantritt in Paris begann über ihn und den sowjetischen Botschafter Winogradow am 7. Juni 1955 die Vorbereitung der Moskau-Reise von Bundeskanzler Konrad Adenauer im September 1955.
Als Botschafter in Paris engagierte er sich nicht nur in der Förderung der deutsch-französischen Handelsbeziehungen, sondern bereitete seit 1956 auch einen ersten Besuch von Bundespräsident Theodor Heuss in Frankreich vor.
Während seiner Amtszeit als Botschafter in Paris intervenierte er gegen die Teilnahme des von Alain Resnais inszenierten Dokumentarfilms Nacht und Nebel (Nuit et brouillard) am Wettbewerb um die Goldene Palme bei den Internationalen Filmfestspielen von Cannes 1956. Der Film handelte von der so genannten Nacht-und-Nebel-Aktion des NS-Staates, bei der des Widerstandes verdächtige Personen spurlos verschwanden und heimlich in die Konzentrationslager des Dritten Reichs deportiert wurden. Dabei begründete von Maltzan den deutschen Einspruch damit, dass „nur Filme gezeigt werden dürfen, die nationale Gefühle eines anderen Volkes nicht verletzen oder das friedliche Zusammenleben der Völker nicht beeinträchtigen.“ Auf Ersuchen des Außenministeriums und des Ministeriums für Industrie und Handel Frankreichs wurde der Film tatsächlich vom Wettbewerb zurückgezogen, nach Protesten in Cannes aber außerhalb der Konkurrenz vorgeführt.
Am 5. November 2021 wurde vor dem ehemaligen deutschen Außenministerium, Berlin-Mitte, Wilhelmstraße 92, ein Stolperstein für ihn verlegt.

## Veröffentlichungen
- Der Niessbrauch an Aktien, 1923
- Deutschlands Rückkehr zum Weltmarkt, Herausgeber Ludwig Erhard unter Mitarbeit von Herbert Gross, Düsseldorf 1953
- Die Industrie im Kampf um den Weltmarkt, Deutsche Industrieverlagsgesellschaft, Köln 1954